# 미들섹스 대학교
미들섹스 대학교(Middlesex University, MDX) 또는 미들섹스 대학교 런던(Middlesex University London)은 잉글랜드 런던 북서부 헨던에 위치한 공립 대학이다.
이 대학의 역사는 세인트 캐서린스 칼리지(St Katharine's College)가 여성을 위한 교사훈련칼리지로서 토트넘에 설립된 1878년으로 거슬러 올라갈 수 있다. 다른 여러 교육기관들과 합병된 이후 이 대학은 1992년 현재의 모습을 갖추게 되었다.